# Florida (Kolumbia)
Florida – miasto w Kolumbii, w departamencie Valle del Cauca.